# Kingdom of the Planet of the Apes
Kingdom of the Planet of the Apes is een Amerikaanse sciencefictionfilm uit 2024, geregisseerd door Wes Ball. De film is een sequel op War for the Planet of the Apes uit 2017 en de vierde film in de reboot-serie.

## Verhaal
Bijna 300 jaar na de gebeurtenissen van War for the Planet of the Apes (2017) zijn de aapbeschavingen voortgekomen uit de oase waar Caesar zijn medeapen naartoe leidde, terwijl de mens is teruggevallen in een wilde, primitieve staat. Wanneer de apenleider, Proximus Caesar, de leringen van Caesar verdraait om andere clans tot slaaf te maken op zoek naar overblijfselen van menselijke technologieën, begint Noa, een gewone chimpansee, aan een aangrijpende reis samen met een jonge mens genaamd Nova om de toekomst voor zowel apen als mensen te bepalen.

## Rolverdeling
| Acteur          | Personage       |
| --------------- | --------------- |
| Owen Teague     | Noa             |
| Freya Allan     | Nova            |
| Kevin Durand    | Proximus Caesar |
| Peter Macon     | Raka            |
| William H. Macy | Trevathan       |
| Travis Jeffery  | Anaya           |
| Lydia Peckham   | Soona           |
| Neil Sandilands | Koro            |

## Productie
De ontwikkeling van een nieuwe Planet of the Apes-film begon in april 2019, na de overname van 20th Century Fox door The Walt Disney Company, met Wess Ball als schrijver en regisseur in december 2019. Een groot deel van het script werd geschreven tijdens de coronapandemie in 2020 en de casting begon in juni 2022, na de voltooiing van het script. Owen Teague kreeg in augustus 2022 de hoofdrol en de titel van de film en de aanvullende casting werden in de daaropvolgende maanden onthuld. De filmopnames begonnen in oktober 2022 in Sydney, Australië, en eindigde in februari 2023.

## Release
Kingdom of the Planet of the Apes ging op 2 mei 2024 in première in het TCL Chinese Theatre in Los Angeles. De film werd op 10 mei 2024 uitgebracht door 20th Century Studios in de Verenigde Staten.